# احمدآباد (خرم‌آباد)
احمدآباد مهمیل روستایی از توابع دهستان سکوند شرقی در بخش سکوند شهرستان خرم‌آباد در استان لرستان ایران است.مردم روستا از طوایف ایل لر سکوند(طایفه زینل، ساکی) هستند.این روستا یکی از روستاهای مهم دست و منطقه مهمیل است به صورت سنتی قدمای این منطقه معتقدند که مهمیل یعنی جای سرد. در لری میل بستن ( یا رچسن) به معنی یخ زدن می باشد.

## جمعیت
این روستا در دهستان ازنا قرار دارد و براساس سرشماری مرکز آمار ایران در سال ۱۳۸۵، جمعیت آن ۲۳۰ نفر (۵۲خانوار) بوده‌است.